# دوسر شبه مكنسي
الدوسر شبه المكنسي (الاسم العلمي: Aegilops speltoides) نوع نباتي يتبع جنس الدوسر من الفصيلة النجيلية. 

## الموئل والانتشار
موطنه بلاد الشام وتركيا والقوقاز واليونان وبلغاريا.

## مرادفات للاسم العلمي
- (باللاتينية: Sitopsis speltoides (Tausch) Á. Löve)
- (باللاتينية: Triticum speltoides (Tausch) K. Richt.)
- (باللاتينية: Aegilops aucheri Boiss.)
- (باللاتينية: Triticum aucheri (Boiss.) Parl.)